# エア・ウォーターアグリ&フーズ
エア・ウォーターアグリ&フーズ株式会社（エア・ウォーターアグリアンドフーズ、Air Water Agriculture & Foods Inc.）は、東京都品川区に本社を置く、冷凍食品および食肉加工品などを製造販売する企業である。旧社名は春雪さぶーる株式会社。
エア・ウォーターの連結子会社であり、同社の農業・食品事業部門の中核である。

## 概要
エア・ウォーターの前身である大同ほくさんの食品事業部門を分社化するかたちで1995年に設立。
2002年に経営破綻した雪印食品の北海道工場を譲受し、商号を春雪さぶーる株式会社に変更した。
業務用ブランドの「Saveur」（さぶーる、フランス語で「風味」を意味する）、家庭用ブランドの「春雪」（しゅんせつ）、「サガミハム」、「大山ハム」（だいせんハム）のブランドを有しているが、売り上げの大半は業務用およびOEMが占めている。
生ハムの国内生産量の3分の1を占めており、業界トップとなっている。
2021年10月1日にエア・ウォーターグループにおける農業・食品関連事業の再編を実施。相模ハム、大山ハム、トミイチの販売部門を春雪さぶーるへ統合した他、春雪さぶーるの製造部門を大山春雪さぶーる（同日付で大山ハムファクトリーから商号変更）へ統合したと同時に、春雪さぶーるの商号をエア・ウォーターアグリ&フーズ株式会社へ変更した。

## 沿革
- 1929年 - 北海酸素株式会社（株式会社ほくさん、大同ほくさん株式会社を経て現・エア・ウォーター株式会社）創業。
- 1979年 - 株式会社ほくさん、液体窒素を応用した業務用冷凍食品の製造販売を開始[一次 2]。
- 1995年 - 大同ほくさん株式会社の食品事業を分社化し、株式会社さぶーるとして設立。
- 2002年 - 雪印食品北海道工場（現・早来工場）を譲受し、ハム・デリカ事業に進出すると共に、春雪さぶーる株式会社に商号変更。
- 2009年 - 相模ハム株式会社（初代）がエア・ウォーターの連結子会社となる[3][一次 3]。
- 2012年 - 相模ハム株式会社（初代）を吸収合併[4][一次 4]。子会社の相模ハム販売株式会社が相模ハム株式会社（2代）に商号変更[一次 5]。
- 2016年 - 大山ハム株式会社（初代）がエア・ウォーターの連結子会社となる[5]。
- 2019年 - 大山ハム株式会社（初代）を吸収合併。大山ハム株式会社（2代）および大山ハムファクトリー株式会社を設立[6][一次 6]。
- 2021年 - エア・ウォーターアグリ&フーズ株式会社へ商号変更。登記上の本店所在地を札幌市白石区から大阪市中央区へ移転。

## 事業所
- 本社・関東支店（東京都品川区）
- 北海道支店（札幌市中央区）
- 関西支店（大阪市中央区）
- 旭川営業所（北海道旭川市）
- 仙台営業所（仙台市若林区）
- 名古屋営業所（名古屋市中区）
- 名古屋西営業所（名古屋市中川区）
- 山陰営業所（鳥取県米子市）
- 広島営業所（広島市佐伯区）
- 福岡営業所（福岡市博多区）

## 子会社
- 大山春雪さぶーる株式会社（鳥取県米子市）

## テレビ番組
- 日経スペシャル ガイアの夜明け マイナスからの再出発 ～雪印食品北海道工場 復活の日～（2002年6月16日、テレビ東京）[7]。

### 一次資料
1. ↑  “農業・食品関連事業における子会社再編のお知らせ ～アフターコロナを見据え、市販用冷凍食品や総菜、宅配向け商品の開発を強化～”.   エア・ウォーター株式会社 (2021年9月17日). 2021年10月4日閲覧。
2. ↑  “沿革・歴史”.   エア・ウォーター株式会社. 2020年4月25日閲覧。
3. ↑  『相模ハム株式会社第三者割当増資の全株引き受けについて』（PDF）（プレスリリース）エア・ウォーター株式会社、2009年5月11日。2020年4月26日閲覧。
4. ↑  『春雪さぶーる株式会社と相模ハム株式会社の合併契約締結について』（PDF）（プレスリリース）エア・ウォーター株式会社、2012年5月16日。2020年4月26日閲覧。
5. ↑  “沿革”. サガミハム.   相模ハム株式会社. 2020年4月26日閲覧。
6. ↑  『「大山ハム」新工場（鳥取県伯耆町）建設のお知らせ〜2021年4月に操業開始、作りたてを味わえる直売店を併設〜』（PDF）（プレスリリース）エア・ウォーター株式会社、2019年10月24日。2020年4月26日閲覧。